# Wegstunde

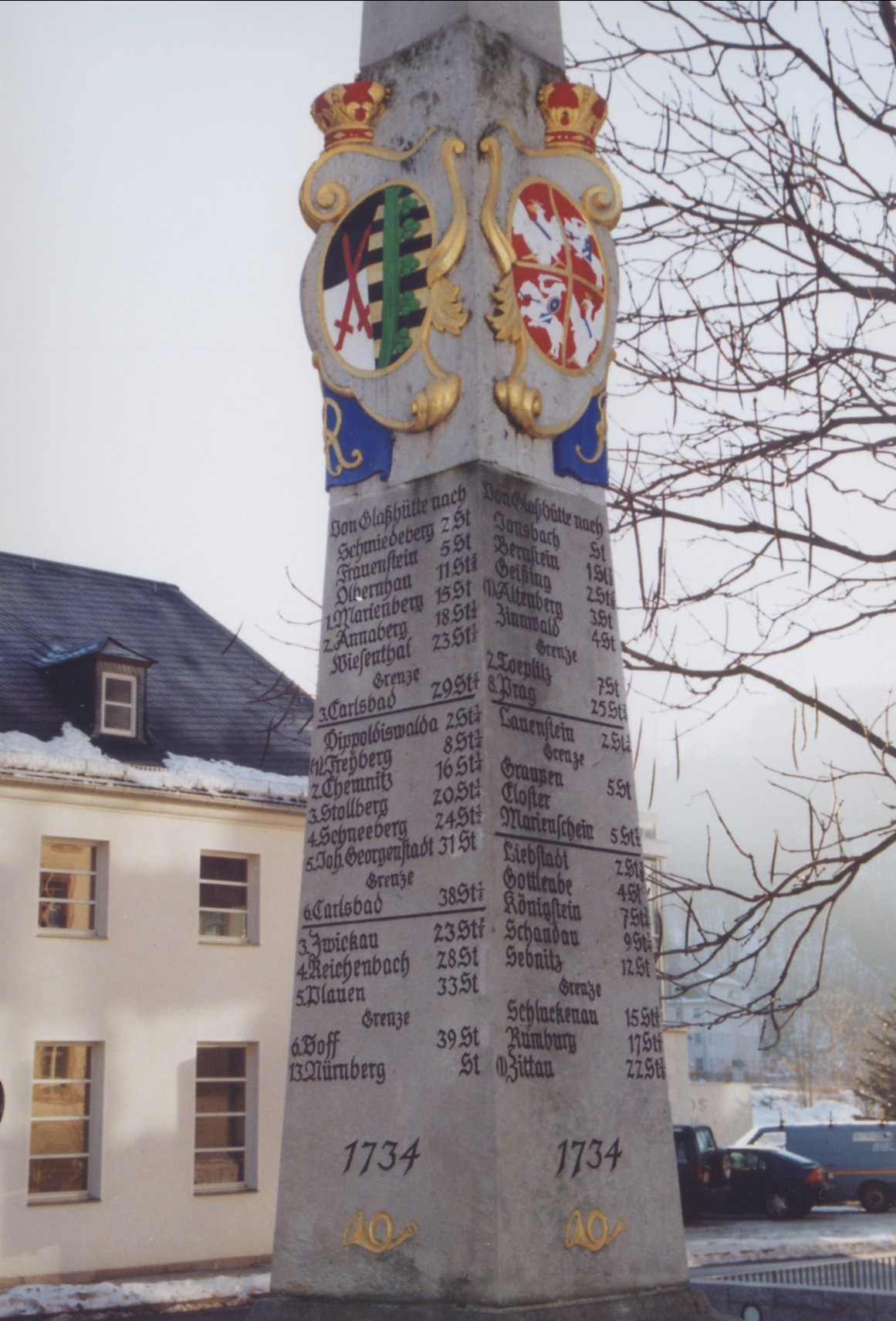
Entfernungsangaben in Wegstunden auf der Kursächsischen Postmeilensäule (1734) in Glashütte

Eine Wegstunde, auch Reisestunde, ist ein Wegmaß, das angibt, welche Wegstrecke ein Reisender in einer Stunde zurücklegt, wenn man eine gewisse Geschwindigkeit zugrunde legt.

## Historisches Wegmaß

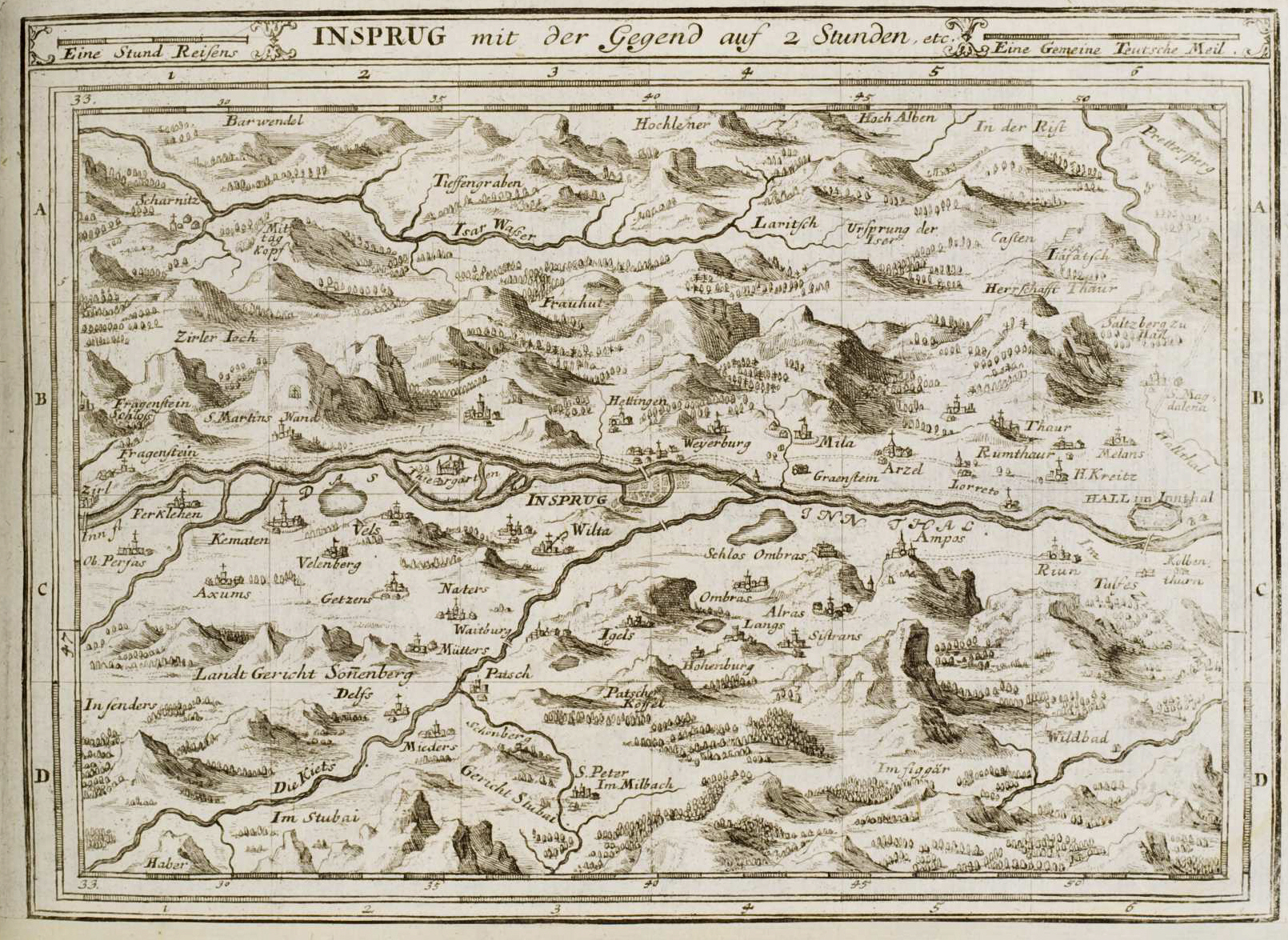
Insprug mit der Gegend auf 2 Stunden (ca. 1700), oben links die Maßstabsmarke Eine Stund Reiʃens, rechts Eine Gemeine Teutsche Meil

Durchschnittlich benötigt ein Fußgeher „bei gewöhnlichem Schritttempo“ 12–15 Minuten für einen Kilometer, geht also 4–5 km in einer Stunde (geht mit 4–5 km/h). Daher umfasste das Maß üblicherweise 3 ¾–5 km, etwa eine halbe Meile (geographische Meile 7,4 bis Landmeile 10 km). Diese Angabe wurde schon in der Antike über Normierung des Marschtempos als berechenbare Größe in der militärischen Strategie und Taktik festgelegt. Tatsächlich stehen die Meile und der Doppelschritt (passus, der Doppelschritt bezeichnet die – gut messbare – Strecke zwischen den linken bzw. rechten Fußabdrücken) als römisches Steckenmaß in direktem Zusammenhang (milia passuum, je Tausende von Schritten‘), und die Meile entwickelt sich über die Entwicklung der Definition der Stunde zu ganz anderen Werten als die römische Meile (1,4 km). Daraus folgen ab der frühen Neuzeit örtlich genormte Maßeinheiten der Wegstunden.

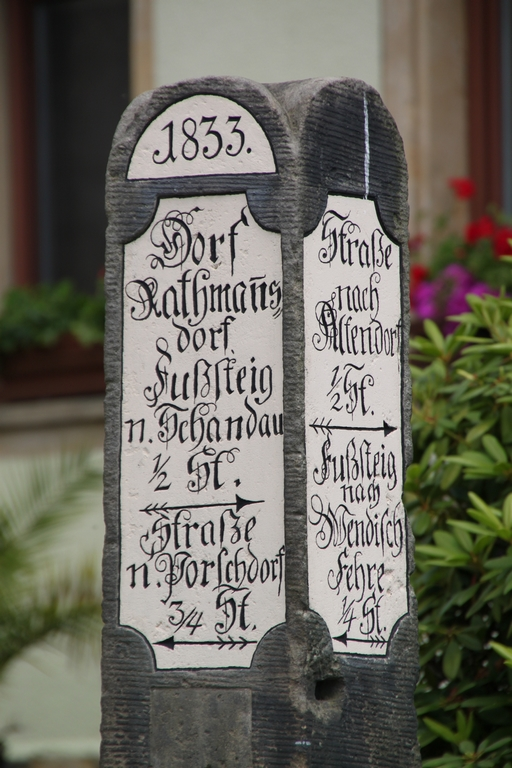
Historischer Wegweiser (1833) mit Entfernungsangaben in Wegstunden in Rathmannsdorf

- In Bern war bis ins Jahr 1837 die Wegstunde zu 18.000 Bernschuh (= 5279 m, entsprechend einem Schuh von ca. 29,33 cm) festgelegt. Danach galt die Schweizer Stunde:
- In der Schweiz hatte von 1835 bis Ende 1876 die Wegstunde (französisch lieue itinéraire) gesetzlich 16.000 Fuß, also 4.800 m (ein Fuß = 30 cm).
- In Sachsen wurde im Rahmen der Zweiten Kursächsischen Landesvermessung von Adam Friedrich Zürner die „Stunde“ im Jahr 1722 als einheitliches Wegmaß festgelegt. Dabei galt: 1 Wegstunde = 4,531 km = ½ Meile. Das Entfernungsmaß der Wegstunde wurde bei der Aufstellung der Kursächsischen Postdistanz- und Postmeilensäulen und Armsäulen bis 1840 und auch noch bei den Wegweisersäulen im 19. Jahrhundert verwendet.
- Bayern: 1 Wegstunde/Post- oder geometrische Stunde = ½ Meile = 12703 Fuß (bayr.) = 3707,49 Meter
- Großherzogtum Baden[2] 1 Wegstunde = ½ Meile = 14814 22⁄27 Fuß = 4444 4⁄9 Meter
- französisch Ostindien 1 Wegstunde/Courosame[2] = 2 ½ Najigurés = 2000 Vilcadés = 4157,96 Meter
- Spanien die neue Wegstunde seit 1769: 1 Wegstunde /Legua nuova[2] = 8000 Varas = 6680 Meter

Es finden sich zahlreiche regionale Definitionen der Weg- oder Reisestunde.
Dabei gibt es zahlreiche Spezifizierungen:
- als Reitstunde, die bei ⅔ bis ¾ Meilen liegt. Sie ist vom Schritt des Pferdes (seiner entspannten Gangart) abgeleitet, der nicht wesentlich über dem Gehtempo des Menschen liegt[3] (so findet sich denn auch Galoppstunde für schnelles Reiten, etwa im Kurierwesen).
- als Kutschenstunde. Das Durchschnittstempo einer Kutsche war, sofern man eine Chaussee, also eine gutausgebaute Trasse benutzen konnte, um die 15 km/h.

Beide Angaben sind im Militärwesen ebenso üblich gewesen wie etwa im historischen Postwesen.
Die Differenz zwischen Wegstunden und Tagesreise wird historisch mit etwa ⅔ angegeben, für 10 Reitstunden seien 14–15 Tagesstunden zu veranschlagen.

## Moderne Varianten der Wegstunde
Moderne Varianten sind etwa:

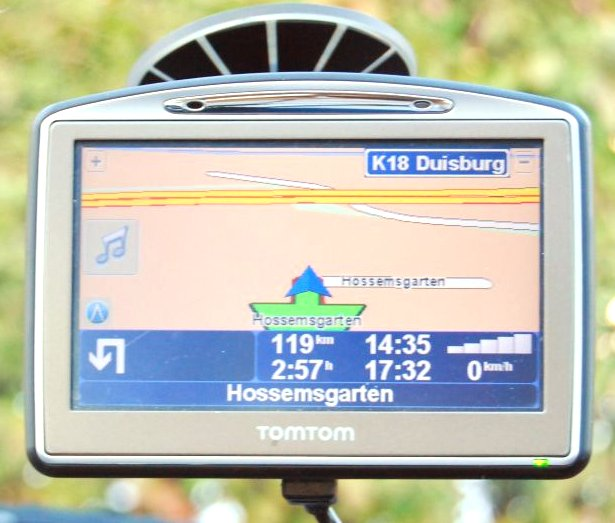
Weg- und Fahrzeitangabe auf einem GPS-Navi: 119^{km} / 2:57^{h}, mit Uhr- und Ankunftszeit

- die Autostunde, wie man sie für die Ermittlung der Reisedauer in der Reiseplanung benötigt. Sie hat besonders in der Branche der Navigationssysteme und Routenplaner an Bedeutung gewonnen. Der genaue Modus ist Firmengeheimnis der Hersteller, Erfahrungswerte (seitens der Gerätetester) zeigen, dass im Allgemeinen die jeweils ortsübliche Richt- oder Höchstgeschwindigkeit je nach Straßenverhältnissen, eine moderate Fahrweise, aber keine Verkehrsbehinderungen zugrunde gelegt werden. Modernere, integrierte Geräte lassen die tatsächliche Fahrgeschwindigkeit laut Tachometer einfließen, die Entwicklung geht auch zur Stau-Miterfassung mittels Online-Nachrichtendienst oder TMC-Technologie, was präzisere Fahrtdauerangaben zulässt.[4]
- die Busstunde im öffentlichen Nahverkehr. Diese liegt deutlich unter der Autostunde, um die Halte zu berücksichtigen
- die Flugstunde im Flugverkehr, historisch je nach Ortsüblichkeit um die 215–300 km/h (1930er Jahre), im modernen Luftverkehr deutlich höher: Sie spielt auch in der Berechnung der flight time limits (FLT), also der Arbeitszeitbeschränkung der Flugbesatzung eine Rolle.[5]
- die Gehzeit spielt auch eine zentrale Rolle in der Routenplanung in Alpinismus und Sport, hier finden eine im Besonderen höhendifferenz- und wegsteilheitabhängige Wegstunde in die Marschzeitberechnung eingang
- analog findet sich etwa Geh- oder auch Fußminute für kurze Strecken (1 Gehminute = 80–100 Meter). Die Angabe ist im Tourismus üblich.